# 1503
Évszázadok: 15. század – 16. század – 17. század
Évtizedek: 1450-es évek – 1460-as évek – 1470-es évek – 1480-as évek – 1490-es évek – 1500-as évek – 1510-es évek – 1520-as évek – 1530-as évek – 1540-es évek – 1550-es évek
Évek: 1498 – 1499 – 1500 – 1501 –  1502 – 1503 – 1504 – 1505 – 1506 – 1507 – 1508

## Események

### Határozott dátumú események
- január 20. – A kasztíliai Sevilla különleges jogokat kap az újvilággal való kereskedelemre.
- február 22. – II. Ulászló magyar király hét évre szóló fegyverszünetet köt a törökökkel.[1]
- február 23. – A ruvói csatában(wd) a spanyolok legyőzik a franciákat.
- április 28. – A cerignolai csatában(wd) az aragóniai sereg Gonzalo Fernández de Cordoba parancsnoksága alatt legyőzi a franciákat. A csatában a francia hadvezér Nemours hercege is elesik.[2]
- május 10. – Kolumbusz Kristóf felfedezi a Kajmán-szigeteket és az ott talált számos tengeri teknősről Las Tortugasnak nevezi el.
- május 13. Nápolyt elfoglalják a spanyolok. Ezzel vége XII. Lajos francia király nápolyi uralkodásának, II. Ferdinánd aragóniai király lép a nápolyi trónra.
- augusztus 8. – IV. Jakab skót király házassága Tudor Margittal, VII. Henrik angol király idősebb lányával Edinburgh-ben.
- augusztus 18. – Az esti órákban – feltehetően maláriában – meghal VI. Sándor pápa.[3]
- szeptember 22. – Francesco Todeschini Piccolominit III. Piusz néven pápává választják, de október 18-án meghal.[4]
- október 31. – Giuliano della Roverét II. Gyula néven pápává választják.[5]
- november 2. – Kolumbusz Kristóf felfedezi Panamát, melyet Portobello-nak nevez el.
- december 11. – II. Gyula pápa megerősíti Frangepán Gergelyt a kalocsai érseki székben.[6]
- december 29. – A gariglianói csatában(wd) Cordoba vezette spanyolok legyőzik a Saluzzo márki vezette francia–itáliai sereget. A franciák visszavonulnak Gaetáig.

### Határozatlan dátumú események
- Mariotto Albertinelli megfesti fő művét, az Angyali üdvözletet.

## Születések
- január 11. – Parmigianino, Itáliai festő és grafikus († 1540)
- március 10. – I. (Habsburg) Ferdinánd német-római császár, magyar, cseh és horvát király († 1564)
- április 25. – II. Henrik navarrai király († 1555)
- július 23. –  Jagelló Anna magyar királyné, Habsburg (I.) Ferdinánd felesége, valamint II. Ulászló magyar király és Candale-i Anna lánya († 1547)[7]
- augusztus 12. – III. Keresztély dán és norvég király († 1559)
- október 23. – Portugáliai Izabella német-római császárné († 1539)
- november 17. – Agnolo di Cosimo itáliai festőművész († 1572)
- november 19. – Pier Luigi Farnese Parma és Piacenza hercege († 1547)
- december 14. – Nostradamus újkori orvos, látnok († 1566)
- Sir Thomas Wyatt, költő és nagykövet VIII. Henrik angol király szolgálatában († 1542)
- Robert Estienne, párizsi nyomdász, az első nyomdász aki számozott szakaszokra osztva nyomtatta ki a Bibliát († 1559)

## Halálozások
- február 11. – Yorki Erzsébet, VII. Henrik angol király felesége (* 1465)
- április 28. – Louis d’Armagnac-Nemours francia herceg, nápolyi alkirály (* 1472)
- június 6. – Andreas Proles, német református teológus (* 1429)
- augusztus 18. – VI. Sándor pápa (* 1431)
- október 18. – III. Piusz pápa (* 1439)
- november 23. – Yorki Margit burgundi hercegné, IV. Eduárd angol király nővére (* 1446)
- december 28. – II. Piero de’ Medici, Firenze ura (* 1471)